# Gerd Ekken Gerdes
Gerd Ekken Gerdes (* 10. Dezember 1956 in Hamburg), auch als Gerd Ekken-Gerdes oder Gerd Gerdes zitiert, ist ein deutscher Musiker und Schauspieler.

## Leben
1980 veröffentlichte Gerdes sein Debütalbum Licht- und Schattensaiten. 1986 schrieb er die Titelmelodie zur Fernsehserie Ein heikler Fall, die bis 1988 im Norddeutschen Rundfunk ausgestrahlt wurde. 1987 erschien das Pop-Album Für Immer & Ewig. 1989 schrieb er die Musik zum Kurz-Dokumentarfilm The Contest von Gerhard Schwarz, der 1991 im Kurzfilm-Wettbewerb der Berlinale lief. 1991 steuerte er die Musik zum Tatort-Krimi Finale am Rothenbaum bei. Im selben Jahr gründete er mit Reinhard Krökel das Comedy-Duo Ekken, dessen gleichnamiges Album von Lonzo Westphal produziert wurde und in einer limitierten Stückzahl von tausend Exemplaren herauskam. 1995 veröffentlichten Ekken die EP Alle Scheiße außer Mutti. Im selben Jahr schrieben Gerdes und Krökel neue Liedtexte zur Zweitsynchronisation des tschechisch-slowakischen Animationsfilms Die Erschaffung der Welt von Eduard Hofman aus dem Jahr 1957. Von 1996 bis 1997 führte Gerdes mit Krökel durch den Sketch Neues aus dem Ekken-Institut in der ProSieben-Reihe Comedy Factory. 2006 spielte er in den Episoden Der Froschkönig – Im Brunnen hört dich niemand schreien und Hans im Glück – Tauschrausch im Märchenland in der ProSieben-Reihe die Die Märchenstunde mit. 2008 schrieb er mit Rainer Oleak die Musik zum deutsch-italienischen Animationsfilm Barberbieni – Paulines Abenteuer im Vatikan, der von RTL produziert wurde. 2011 schrieb er die Musik zur Vorabendserie Hubert und Staller (seit 2019 Hubert ohne Staller), in der er in der ersten Staffel den Kneipeninhaber Siggi Baumegger spielte. Im selben Jahr schrieb er unter dem Titel Bert, oh Bert einen deutschen Text zum Hit Satellite, den Lena Meyer-Landrut in der Reihe Sesamstraße präsentiert Ernie & Bert-Songs sang. Ab 2016 schrieb er die Texte für die von Rainer Oleak komponierten Lieder zur Hörspielreihe Die Hörbibel für Kinder, von der zwölf CDs vom Don Bosco Verlag in Zusammenarbeit mit der Deutschen Bibelgesellschaft herausgegeben wurden. 2013 schrieb er die Titelmusik zur Fernsehserie Hammer & Sichl, die bis 2017 im Bayerischen Fernsehen lief.

## Filmografie

### Fernsehmusik
- 1986–1988: Ein heikler Fall
- 1988: Sandkasten-Djangos
- 1991: Tatort: Finale am Rothenbaum
- 1992: Die Männer vom K3 (Episode: Ein langes Wochenende)
- 2011: Hubert und Staller (seit 2019: Hubert ohne Staller)
- 2003: Schätze der Welt – Erbe der Menschheit  (Episode: Bialowieza – Wildnis unter dem Dach der Urwaldriesen, Polen/Weißrussland)
- 2007: Schätze der Welt – Erbe der Menschheit (Episode: Öland – Blumenpracht auf kargem Felsen, Schweden)
- 2008: Barberbieni – Paulines Abenteuer im Vatikan (Animationsfilm)
- 2010: Schätze der Welt – Erbe der Menschheit (Episode: Das Donaudelta – Wildnis zwischen Steppe und Meer, Rumänien)
- 2010: Sesamstraße präsentiert: Eine Möhre für zwei
- 2013–2017: Hammer & Sichl

### Schauspiel
- 1981: Vorsicht Falle! (verschiedene Fallbeispiele)
- 1982: Penkefitz Nr. 5
- 1983: Diese Drombuschs (Episode: Die Machtprobe)
- 1987: Ein Fall für TKKG (Episode: Gangster auf der Gartenparty)
- 1992: Die Männer vom K3 (Episode: Ein langes Wochenende)
- 1996: Evelyn Hamanns Geschichten aus dem Leben (Episode: Der Wasserhahn)
- 1999: Antrag vom Ex (Fernsehfilm)
- 2006: Die Märchenstunde: Hans im Glück – Tauschrausch im Märchenland
- 2006: Die Märchenstunde: Froschkönig – Im Brunnen hört dich niemand schreien
- 2011–2012: Hubert und Staller
- 2013: ProSieben Funny Movie (Episode: Der Psycho-Pate)

## Diskografie

### Als Gerd Gerdes
- 1980: Licht- und Schattensaiten (Album)
- 1985: Rubbellotterie (Partitur)
- 1985: Regenbogen-Reggae (Partitur)
- 1987: Für Immer & Ewig (Album)

### Als Ekken
- 1991: Ekken (limitiertes Promoalbum)
- 1995: Alle Scheiße außer Mutti (EP)